# Augustine Kasujja
Augustine Kasujja (Mitala-Maria, Oeganda, 26 april 1946), titulair aartsbisschop van Caesarea in Numidië, is een Oegandees geestelijke en een aartsbisschop van de Rooms-Katholieke Kerk.

## Levensloop
Augustine Kasujja werd op 6 januari 1973 in Kampala tot priester gewijd. Hij promoveerde tot doctor in de theologie en trad in 1979 in de diplomatieke dienst van de Heilige Stoel. Hij vervulde opeenvolgend secretariaatsfuncties in de diplomatieke missies in Argentinië, Haïti, Bangladesh, Portugal, Peru, Trinidad en Tobago, en Algerije.
Op 26 mei 1998 werd Kasujja benoemd tot apostolisch nuntius voor Algerije en Tunesië. Hij werd tevens benoemd tot titulair aartsbisschop van Caesarea in Numidië; zijn bisschopswijding vond plaats op 22 augustus 1998.
Op 22 april 2004 werd Kasujja benoemd tot apostolisch nuntius voor Madagaskar, de Seychellen en de Comoren; op 9 juni 2004 werd hij tevens benoemd tot apostolisch nuntius voor Mauritius. Op 2 februari 2010 volgde zijn benoeming tot apostolisch nuntius voor Nigeria.
Op 12 oktober 2016 werd Kasujja benoemd tot apostolisch nuntius voor België. Hij was de eerste prelaat van Afrikaanse origine die in deze functie werd benoemd. Op 7 december 2016 werd hij tevens benoemd tot apostolisch nuntius voor Luxemburg.
Kasujja ging op 31 augustus 2021 met emeritaat.
Zijn opvolger is Franco Coppola.
- Gemeinsame Normdatei: 1125569611
- International Standard Name Identifier: 0000 0000 2828 4456
- Library of Congress Control Number: n85359623
- Virtual International Authority File: 16230278
- WorldCat: E39PBJvHgWXXRmxr4m6cvT34v3